# A Kiss in the Dreamhouse
Albums de Siouxsie and the Banshees
Juju
(1981) Nocturne
(1983)
A Kiss in the Dreamhouse est le cinquième album studio de Siouxsie and the Banshees : celui-ci a été enregistré avec Mike Hedges. Il est sorti en novembre 1982. Une version cd remasterisé est parue en 2009 avec des bonus inédits.
À la sortie du disque, la presse anglaise est dithyrambique. Dans le NME du 6 novembre 1982, Richard Cook conclut sa chronique de A Kiss in the Dreamhouse par cette phrase ; « Je vous le promets : cette musique vous coupera le souffle ». 
Cet album a marqué par la suite plusieurs groupes. LCD Soundsystem a repris Slowdive pour la face-B du single Disco Infiltrator. Ils ont aussi fini tous leurs concerts de 2005 en jouant ce titre. The Beta Band ont quant à eux samplé Painted Bird sur leur titre Liquid Bird de l'album Heroes to Zeros.
Simon Reynolds, journaliste et auteur du livre Rip It Up and Start Again : Post Punk 1978-1984, a sélectionné Slowdive pour la compilation sortie en CD portant le même nom que son livre.
Le groupe a incorporé ici pour la première fois de son histoire des arrangements de cordes sur plusieurs titres : ces sessions ont été enregistrées aux studios Abbey Road.
Les membres du groupe qui ont enregistré cet album sont : Siouxsie, Steven Severin, Budgie et le guitariste John McGeoch. A Kiss in the Deamhouse est le dernier disque des Banshees conçu avec John McGeoch avant que celui-ci ne quitte le groupe pour problèmes de santé.
En septembre 2018, l'album ressort en vinyle chez Polydor universal pour la France.

## Liste des titres
1. Cascade
2. Green Fingers
3. Obsession
4. She's a Carnival
5. Circle
6. Melt!
7. Painted Bird
8. Cocoon
9. Slowdive

### 2009 édition remasterisée liste des bonus inédits
1. Fireworks (12” Version)
2. Slowdive (12” Version)
3. Painted Bird (Workhouse Demo)
4. Cascade (Workhouse Demo)